# Anjala gård

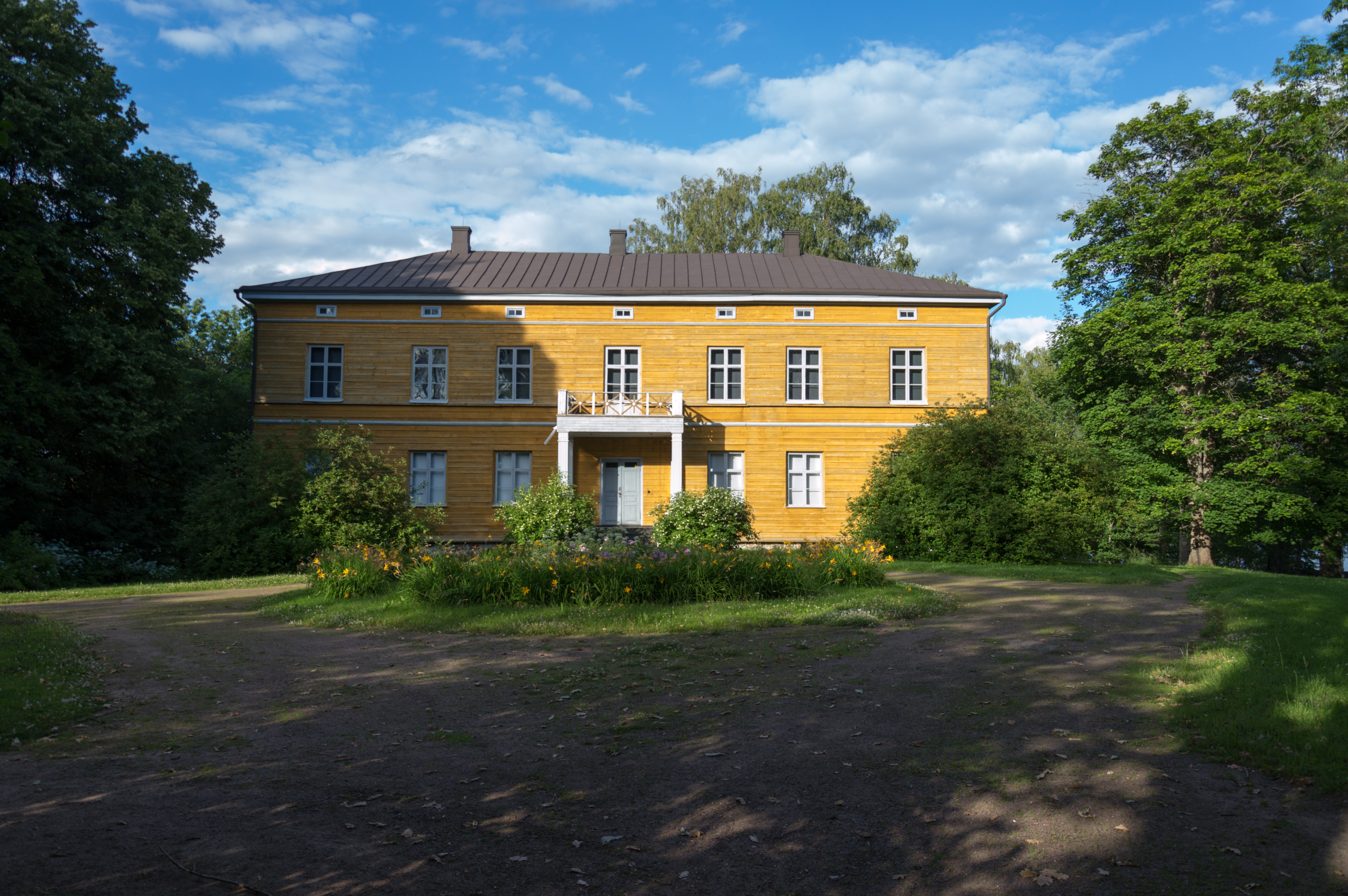
Anjala gård 2012.

Anjala gård är en gård i före detta Anjala kommun, numera Kouvola stad i Finland. Den 12 augusti 1788 uppsattes här den så kallade Anjalaakten, känd som Anjalaförbundet.
Gården var en av huvudgårdarna i Elimä fjärding, som var det område som år 1608 förlänades till ryttmästaren Henrik Wredes (död 1605) efterlevande.
På Anjala gård finns Reginaskolan, grundad 1803 och en av Finlands första allmänna skolor, en stiftelsefinansierad så kallad läseskola som var avsedd för hela socken och verkade i 128 år. Skolverksamheten är nedlagd men byggnaden är kulturminnesskyddad.

## Bilder

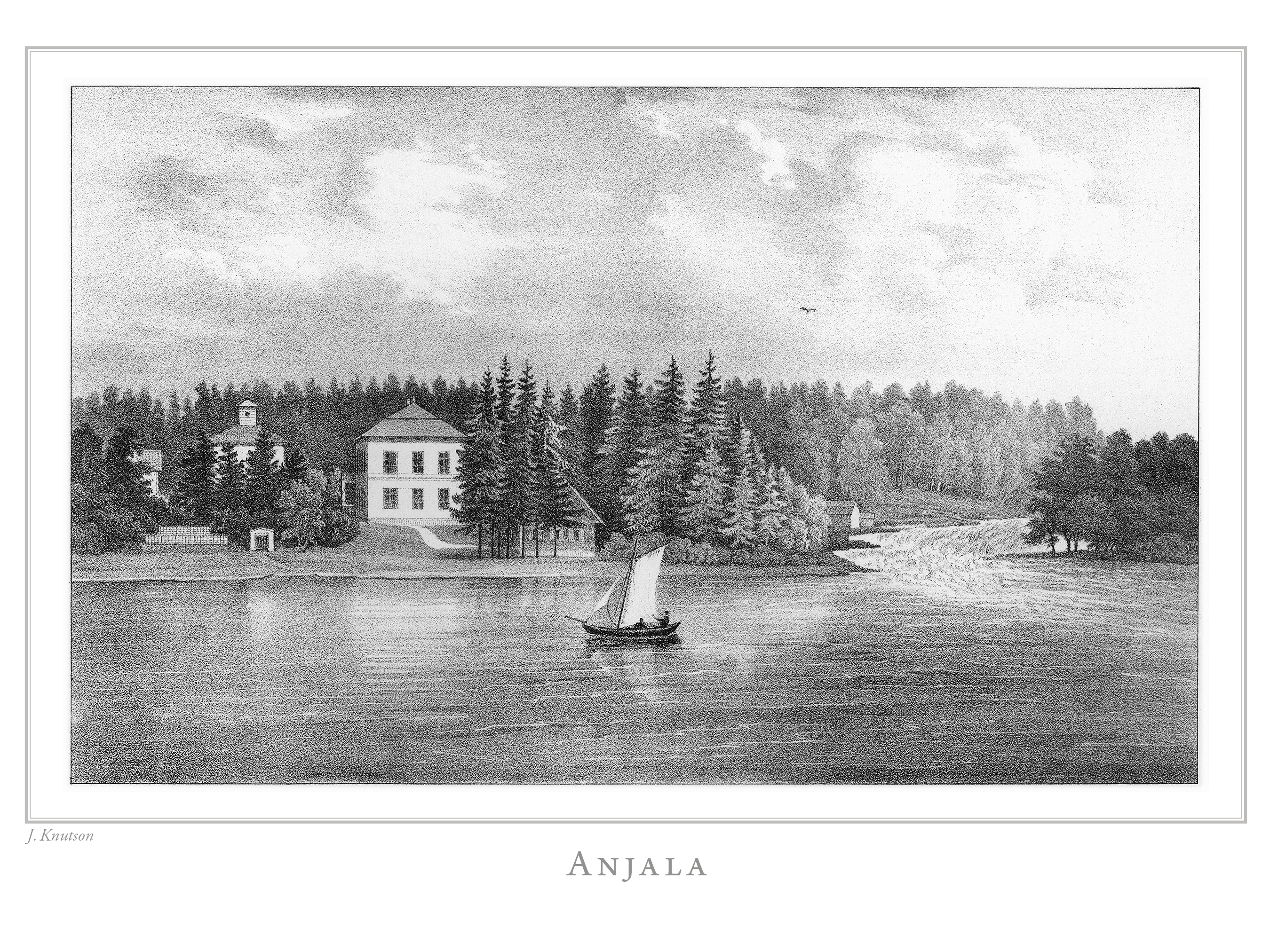
Anjala gård illustrerad i Finland framstäldt i teckningar (1845-1852)
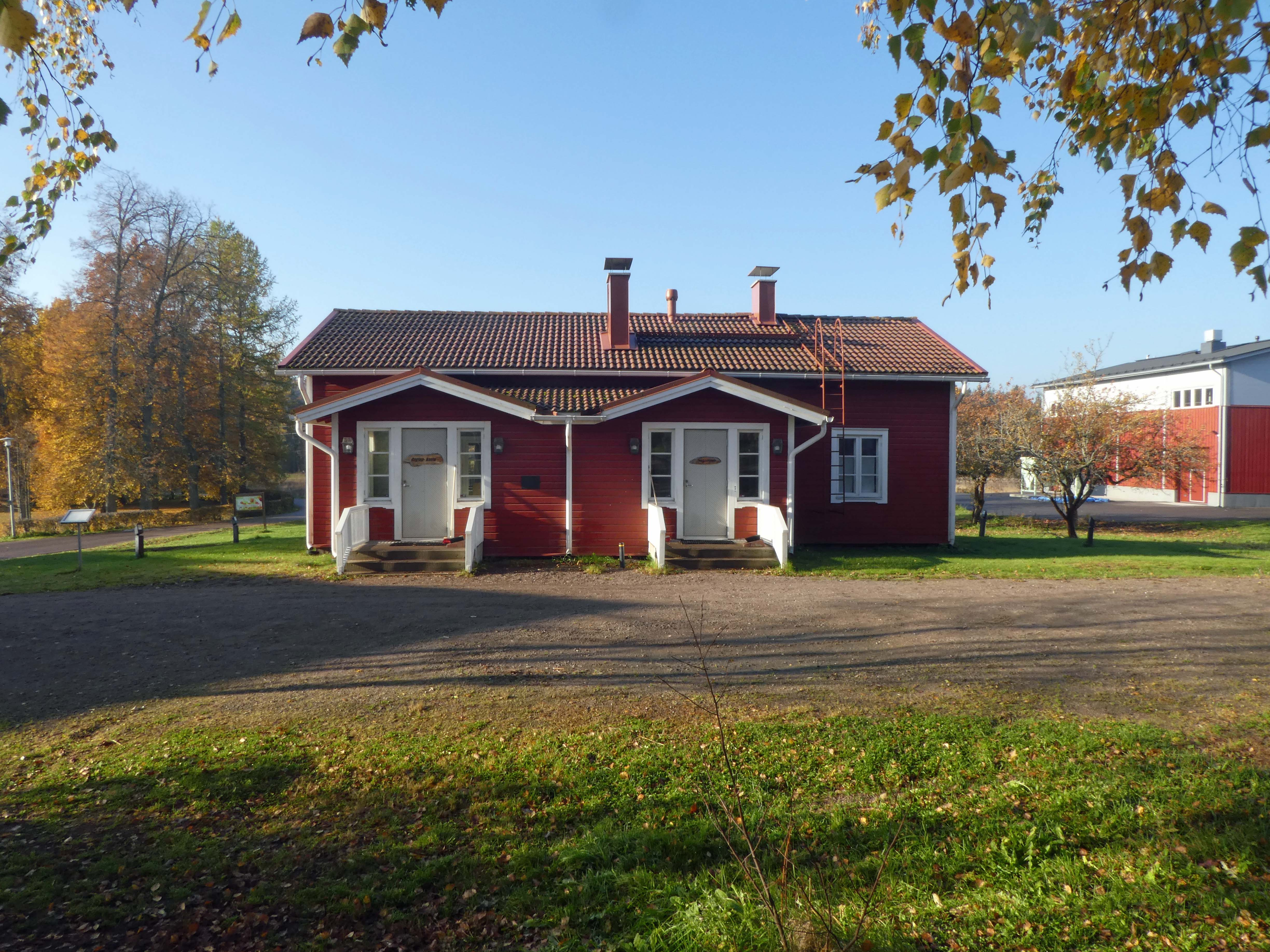
Reginaskolan på Anjala gård 2018, en av de första skolorna i Finland